# Grand Prix de la côte étrusque
Le Grand Prix de la côte étrusque, en italien Gran Premio Costa degli Etruschi, est une course cycliste italienne créée en 1996 qui se déroule le long de la côte des Étrusques. Elle fait partie de l'UCI Europe Tour.

## Palmarès
| Année | Vainqueur           | Deuxième           | Troisième              |
| ----- | ------------------- | ------------------ | ---------------------- |
| 1996  | Fabrizio Guidi      | Biagio Conte       | Marco Antonio Di Renzo |
| 1997  | Biagio Conte        | Fabio Baldato      | Fabrizio Guidi         |
| 1998  | Mario Cipollini     | Nicola Minali      | Léon van Bon           |
| 1999  | Endrio Leoni        | Mario Traversoni   | Massimo Strazzer       |
| 2000  | Mario Cipollini     | Endrio Leoni       | Mauro Zinetti          |
| 2001  | Fabio Sacchi        | Gabriele Balducci  | Vladimir Duma          |
| 2002  | Yuriy Metlushenko   | Mario Manzoni      | Guido Trenti           |
| 2003  | Jaan Kirsipuu       | Fred Rodriguez     | Werner Riebenbauer     |
| 2004  | Yuriy Metlushenko   | Andrus Aug         | Crescenzo D'Amore      |
| 2005  | Alessandro Petacchi | Luciano Pagliarini | Francesco Chicchi      |
| 2006  | Alessandro Petacchi | Daniele Bennati    | Danilo Napolitano      |
| 2007  | Alessandro Petacchi | Gabriele Balducci  | Daniele Bennati        |
| 2008  | Gabriele Balducci   | Francesco Chicchi  | Danilo Napolitano      |
| 2009  | Alessandro Petacchi | Jacopo Guarnieri   | Robert Hunter          |
| 2010  | Alessandro Petacchi | Alberto Loddo      | Fabio Sabatini         |
| 2011  | Elia Viviani        | Roberto Ferrari    | Elia Favilli           |
| 2012  | Elia Viviani        | Sacha Modolo       | Filippo Baggio         |
| 2013  | Michele Scarponi    | Diego Ulissi       | Filippo Pozzato        |
| 2014  | Simone Ponzi        | Mauro Finetto      | Andrea Pasqualon       |
| 2015  | Manuel Belletti     | Davide Viganò      | Niccolò Bonifazio      |
| 2016  | Grega Bole          | Francesco Gavazzi  | Diego Ulissi           |
| 2017  | Diego Ulissi        | Manuel Belletti    | Francesco Gavazzi      |

## Statistiques
| Victoires | Coureur             | Pays    | Années                         |
| --------- | ------------------- | ------- | ------------------------------ |
| 5         | Alessandro Petacchi | Italie  | 2005, 2006, 2007, 2009 et 2010 |
| 2         | Mario Cipollini     | Italie  | 1998 et 2000                   |
| 2         | Yuriy Metlushenko   | Ukraine | 2002 et 2004                   |
| 2         | Elia Viviani        | Italie  | 2011 et 2012                   |

| Victoires | Pays             |
| --------- | ---------------- |
| 18        | Italie           |
| 2         | Ukraine          |
| 1         | Estonie Slovénie |